# Promised Love
「Promised Love」（プロミスト・ラヴ）は1992年2月5日に発売されたTHE ALFEE35枚目のシングル。

## 概要
前作『FLOWER REVOLUTION』（1990年1月31日発売）から2年（厳密には735日）ぶりのシングルとなり、1983年のブレイク後に限定すればシングルの発売間隔が最長（ブレイク前を含めると1975年5月25日の『青春の記憶』発売から1979年1月21日の『ラブレター』発売までの1337日が最長）。
本件に関してメンバーは雑誌のインタビューで、「俺たち3人は結構ぼんやりしているから、2年も経っちゃったの」と語っている。
タイトル曲は日本テレビ系ドラマ『ポールポジション!愛しき人へ…』主題歌。「FAITH OF LOVE」以来3作振りに桜井がリード・ヴォーカルを務める。ベースパートはシンセの打ち込みになっており、TV・ライブでの歌唱時、桜井はベースを持たず歌唱する。
カップリング曲は1992年の大阪国際女子マラソンイメージソング。
初回生産分にはロゴ入りステッカーが封入されていた。
2023年現在、THE ALFEEシングルで最も売上の多い作品。
本作で20作目のオリコン週間ベスト10入りを果たすが、5作目の週間1位獲得はならず。
本作のヒットを受けてバラード・ベスト・アルバム『Promised Love -THE ALFEE BALLAD SELECTION-』（1992年12月16日発売）が発売された。

## 収録曲
全曲作詞作曲：高見沢俊彦　編曲：THE ALFEE
1. Promised Love
2. Someday
3. Promised Love Original Karaoke

このシングル以降、タイトル曲のヴォーカルを省き、ヴォーカルと同じメロディーの電子音を入れた「Original Karaoke」が収録されている。

## 品番
- CD:PCDA-00273
- カセット:PCSA-00181

いずれも971円（税抜価格）

## 収録作品
- JOURNEY（#1,2、London Re-mix）
- Promised Love -THE ALFEE BALLAD SELECTION-（#1）
- THE ALFEE 單曲全集二（#1）
- THE ALFEE SINGLE HISTORY VOL.IV 1991-1994（#1,2）
- The Alfee Meets Dance（#1）
- THE ALFEE CLASSICS II（#1、ヴァイオリン協奏曲ニ長調作品61～Promised Love）
- THE ALFEE EMOTIONAL LOVE SONGS（#1）
- THE ALFEE 單曲特集（#1）
- 夢よ急げ -大阪国際女子マラソンイメージソング・アルバム-（#2）
- THE ALFEE 30th ANNIVERSARY HIT SINGLE COLLECTION 37（#1）

## 関連作品
「Promised Love」を収録したミュージックビデオが発売された。
- Video Clips VICTORY（VHS・LD・1993年7月21日）